# Иоанн I Цимисхий

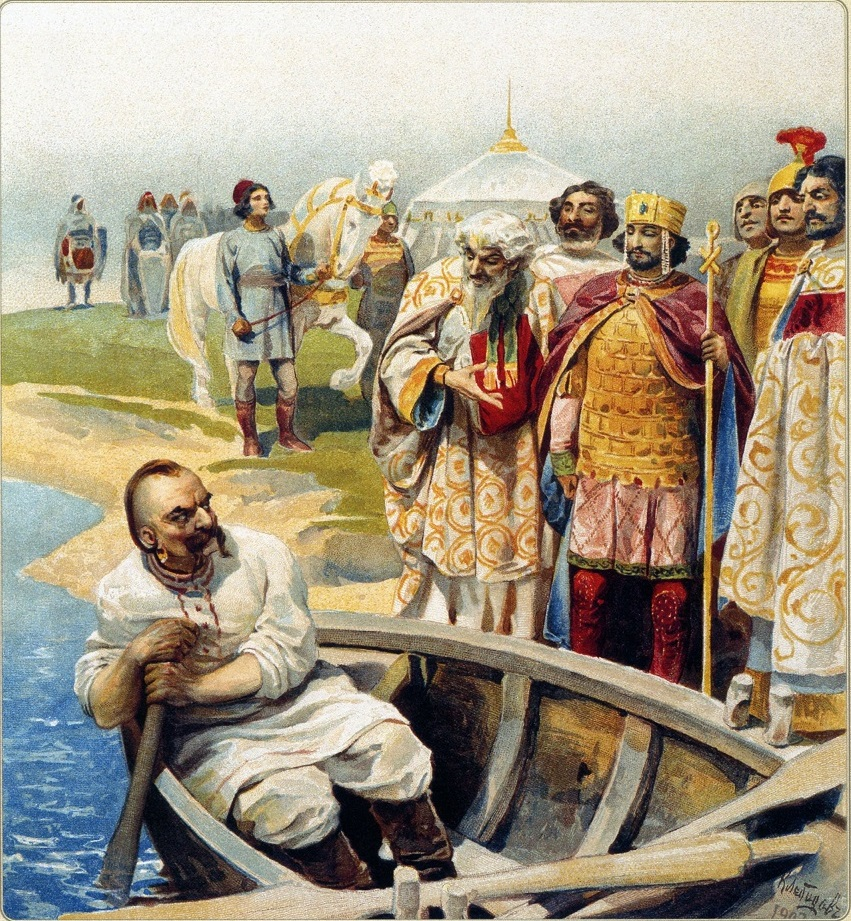
Клавдий Лебедев. Святослав встречается с Цимисхием

Иоа́нн I Цими́схий (ср.-греч. Ἰωάννης Α' Τσιμισκής; арм. Հովհաննես Ա Չմշկիկ, древнерус. Чемьскыи, Цемьский) — византийский император в 969—976 годах.

## Биография

### Правление
Иоанн происходил из знатного армянского рода Куркуасов (прозвище Цимисхий по-армянски значит «низкого роста»), был племянником своего предшественника Никифора II Фоки (его мать была сестрой Фоки) и принимал деятельное участие в его убийстве, войдя в соглашение со своей любовницей Феофано, женой Никифора. Василий Ноф поддержал Иоанна Но патриарх не желал венчать цареубийцу. По «требованию» константинопольского патриарха Полиевкта Иоанн предал и наказал своих приверженцев, обвинив исключительно их в убийстве Никифора, и удалил от двора Феофано. Затем он занялся делами милосердия и благотворительности, раздал всё своё имущество бедным, устроил больницу для прокажённых, которую очень часто посещал, сам перевязывая больным раны.
Перемена государя увеличила тревожное состояние империи. Завоевания Никифора на Востоке — в Киликии, Финикии и Келесирии — были почти потеряны; на севере Русь, призванная против болгар, угрожала грекам; не прекращался голод, свирепствовавший уже третий год. Энергичными мерами Иоанн Цимисхий избавил страну, прежде всего, от внутреннего бедствия; затем он обратился против сарацин и, наконец, против вторгшегося в пределы Византийской империи киевского князя Святослава. Он отстранил от власти всех родственников своего предшественника, но на репрессии против Фок император не осмелился.
Первая победа над арабами была одержана в сражении вблизи Александретты талантливым евнухом Николаем и позволила окончательно захватить Антиохию. Весной 970 года, в битве при Аркадиополе византийцы под командованием Варды Склира разгромили тридцатитысячное войско Святослава, в это же время Иоанн находился на востоке и вернул империи Алеппо. Варда Склир был переведён в Малую Азию для подавления восстания Варды Фоки, подкупив часть мятежников, восстание было подавлено, мятежники были ослеплены по приказу императора. Император прервал свой сирийский поход и отправился к Болгарии, где руссы одерживали победу за победой. Святослав в письмах призывал императора убираться в Азию, Цимисхий напоминал князю о печальной судьбе походов его отца, и заявлял, что Святослав не вернётся домой на Русь. Весной 971 года Иоанн Цимисхий во главе войск выступил на север. Передовой отряд русских, не ожидавший прихода греков, отступил к Преславу. 12 апреля к Преславу прибыл император, через два дня, город после осады пал, казна досталась грекам, семитысячный отряд руссов был уничтожен. Через неделю греки подошли к Доростолу, завязалось сражение, шедшее с переменным успехом, вечером император ввёл свою конницу и руссы отступили за стены. Иоанн соорудил военный лагерь и началась осада города. 18 июля руссы смогли совершить вылазку и убить магистра Иоанна Куркуаса. На следующий день руссы попытались выйти из города, но были разгромлены. Император предложил пощадить воинов и решить войну поединком между правителями, но князь отказался. 21 июля случилось последнее сражение, в котором князь чуть было не погиб от сына бывшего критского эмира. Святослав запросил о мире.
После победы над руссами, Иоанн справил триумф, в ходе которого передал корону Бориса — патриарху в знак ликвидации суверенитета северо-западной Болгарии. Иоанн Цимисхий совершил две экспедиции на восток, первую — летом 972 года, византийцы взяли Амиду, Мартирополь и Нисибис; в следующем году арабы в отсутствие императора потеснили греков; вторую — весной 974 года, византийцы взяли Эмесу, Гелиопольс, Назарет и Кесарию Палестинскую. В 975 году императору сдался Дамаск, и лишь отсутствие воды в пустыне не позволило Иоанну продолжить наступление на Багдад.
С начала 970-х годов была узаконена и начала взиматься церковная подать — каноникон. В 974 году в империю из Рима бежал с папской казной папа Бонифаций VII.
Цимисхий скоропостижно скончался в 976 году, возвращаясь из своего второго похода против Аббасидов, и был погребен в церкви Христа Халкиты, которую он перестроил. Несколько источников утверждают, что его отравил придворный евнух и первый министр Василий Лакапин, узнав что летом 975 года, проезжая по цветущим равнинам Месопотамии, император, обращаясь к спутникам, посетовал, что ромеи тратят силы в походах, а все богатства достаются евнуху, он начал опасаться конфискации нечестно заработанных земель и богатств. Цимисхий оставил всё своё личное состояние бедным и больным. Ему наследовал его подопечный и племянник Василий II, который был номинальным соправителем с 960 года и получивший усиленную и расширенную империю.
В Новгородской первой летописи младшего извода и в Лаврентьевском списке Повести временных лет перепутан с Константином VII Багрянородным.

### Внешность и личные качества
Развёрнутую характеристику императора Иоанна Цимисхия даёт его современник историк Лев Диакон:

Лицо белое, здорового цвета, волосы белокурые, надо лбом жидкие, глаза голубые, взгляд острый, нос тонкий, соразмерный, борода вверху рыжая и слишком суженная по сторонам, а внизу правильной формы и не подстриженная. Он был малого роста, но с широкой грудью и спиной; в нём таилась гигантская сила, руки обладали ловкостью и непреодолимой мощью; геройская душа его была бесстрашна, непобедима и отличалась поразительной для такого маленького тела отвагой. Он один без боязни нападал на целый отряд и, перебив множество [врагов], с быстротой птицы возвращался к своему войску, целый и невредимый. <…> Он всех превосходил щедростью и богатством даров: всякий, кто просил у него чего-либо, никогда не уходил обманутым в своих надеждах. Он был человеколюбив и ко всем обращался с открытым сердцем и лаской, расточая, подобно пророку, елей благотворительности; если бы паракимомен Василий не обуздывал его ненасытное стремление оказывать благодеяния согражданам, он очень скоро исчерпал бы всю императорскую казну на раздачи бедным. Но недостаток Иоанна состоял в том, что он сверх меры напивался на пирах и был жаден к телесным наслаждениям.

## В культуре
- Восшествие Иоанна Цимисхия на византийский престол стало сюжетом произведения Николая Полевого «Иоанн Цимисхий» (1838—1841).